# Sanitätsgefreiter Neumann
Der Sanitätsgefreite Neumann ist eine fiktive Gestalt der zotigen Unsinnslyrik, die in der zweiten Hälfte des 19. Jahrhunderts entstand. Vergleichbar sind Bonifazius Kiesewetter und Frau Wirtin.

## Historischer Hintergrund
Bereits in der alten preußischen Armee (und in den anderen zeitgleichen Armeen) hatte es pro Bataillon einen Chirurgus gegeben, der für die Wundversorgung der Soldaten zuständig war. Zu seiner Unterstützung diente der „Chirurgen-Gehilfe“. Am 12. Februar 1852 erhielten diese Chirurgen-Gehilfen den Titel „Lazareth-Gehülfe“. Mit A.K.O. vom 15. Dezember 1853 wurden als Dienstgrade bestimmt:
- Lazareth-Gehülfen-Schüler als Gemeine
- Unter-Lazareth-Gehülfen als Gefreite
- Lazareth-Gehülfen als Unteroffiziere
- Ober-Lazareth-Gehülfen als Sergeanten oder Feldwebel[1]

Jede Kompagnie (Eskadron, Batterie) erhielt einen Lazareth-Gehülfen, also einen in Maßnahmen der ersten Hilfe ausgebildeten Soldaten, dem die erste Versorgung der Verwundeten, ihre Bergung und Pflege oblag. Nach der Genfer Konvention gehörte der Lazareth-Gehülfe zum Sanitätspersonal und war damit neutral. Zur Dokumentation dieses Zustandes trug er vorschriftsmäßig seit 29. April 1869 eine weiße Armbinde mit dem roten Kreuz und kein Gewehr. Während er in dienstlicher Hinsicht seinem Kompagniechef unterstand, war er in fachlicher Hinsicht dem Bataillonsarzt unterstellt. Zu Kaisers Geburtstag am 27. Januar 1899 wurden die Dienstgrade des Sanitätspersonals in „Sanitätssoldat, -gefreiter, -unteroffi-zier,-sergeant, -feldwebel.“ umbenannt. Nach dem „Unterrichtsbuch für Sanitätsmannschaften“ von 1902 waren für den sechsmonatigen Lehrgang Mannschaften zu kommandieren, die bereits mindestens ein Jahr gedient hatten. Nach Ablauf des Lehrgangs unter Leitung des Divisionsarztes fand eine Prüfung statt, ihr Bestehen war Voraussetzung zur Beförderung zum Sanitätsgefreiten. Kapitulanten konnten später zum Sanitätsunteroffizier, nach siebenjähriger Dienstzeit zum Sanitätssergeanten und unter bestimmten Voraussetzungen nach mindestens neunjähriger Dienstzeit zum Sanitätsfeldwebel befördert werden.
Für den Sanitätssoldaten werden unter anderem sittlich und dienstlich gute Führung, Geübtheit im Rechnen und Schreiben, Wahrheitsliebe, Ordnungssinn und Mut gefordert. Die Wirklichkeit wird häufig allerdings anders ausgesehen haben: Zumindest für die k.u.k. Armee wird sie sehr schön bei Matscher, Feldpostblüten1 geschildert: Natürlich dachte kein Kompagniechef auch nur im Traum daran, einen seiner besten Leute zu einem letztlich „unmilitärischen“ Sanitätslehrgang abzustellen. Es war also häufig eine eher negative Auslese, die sich dort zum Leidwesen des Herrn Generaloberarztes zum Lehrgang versammelte. Andererseits brachte die Materie es mit sich, dass völlig blöde Menschen den Lehrgang nicht bestehen konnten. Es werden daher häufig Sonderlinge gewesen sein, die sich schwer taten, sich in die militärische Ordnung einzufügen, und die daher entsprechend „abgestellt“ wurden. Wohl bekanntester Sanitätsgefreiter in der preußischen Geschichte war Friedrich Nietzsche: Er war Lazarethgehülfe bei der 2. reitenden Batterie des magdeburg. Feldartillerie-Regiments Nr. 4.
Durch die Unterstellung unter den Kompagniechef in dienstlicher und unter den Bataillonsarzt in fachlicher Hinsicht war der Sanitätsgefreite Diener zweier Herren, was stets ein unguter Zustand ist. Hinzu kam, dass es sich wohl oft um Sonderlinge handelte, wie oben geschildert. Nun ist beim Militär nichts tödlicher, als ein Sonderling zu sein, der in der militärischen Ordnung auffällt. Schon früh nach seinem Auftreten ist daher sicher der Sanitätsgefreite Zielscheibe allgemeinen Spottes geworden: War er doch, weil er kein Gewehr trug, eigentlich kein „richtiger“ Soldat. Andererseits war bereits dies in Frieden eine Vergünstigung, weil er auf Märschen diese Waffe nicht mitzuschleppen brauchte, was ihm häufig geneidet worden sein wird. Vielfach wird der Sanitätsgefreite auch im Sanitätsrevier seinen Unmut an den ihm zur Obhut und Pflege überwiesenen Kranken ausgelassen haben. Zu seinen Aufgaben gehörte auch das schmerzhafte Pflegen der Wunden und das Verabreichen häufig bitter schmeckender Medizin. Dies alles förderte ebenfalls seine Beliebtheit nicht.

## Die Verse
Der Spott anderer Soldaten brach sich Bahn im Lied vom „Lazarettgehilfen Neumann“, der nach 1899 auch prompt zum „Sanitätsgefreiten“ mutierte. Neumann gilt als Erfinder und ein Genie, der sich mit jenen Dingen beschäftigt, über die man eigentlich kaum reden sollte, deren Nützlichkeit jedoch außer Rede steht. Auf diesem Gebiet soll Neumann alles erfunden zu haben, was es überhaupt zu erfinden gab und jemals geben wird. Die ersten Verse entstanden vermutlich im sächsischen Raum (Zwickau, Halle). Gesungen werden sie zur Melodie des Parademarschs der 18er Husaren (HM III A, 58). Das besagte Regiment war in Großenhain/Sachsen stationiert, was ebenfalls für die ursprünglich sächsische Herkunft der Gefreiter-Neumann-Verse spricht.
Beispiel:
Ein dreifach Hoch! Ein dreifach Hoch!

Ein dreifach Hoch dem Sanitätsgefreiten Neumann!

Der – schon lang ist’s her –

den Büstenhalter hat erfunden!

Früher hingen alle Busen

ganz schlaff in ihren Blusen.

Heute wendet jedermann

Neumanns Büstenhalter an!
Für Texte zahlreicher weiterer Strophen muss hier auf das unten aufgeführte Literaturverzeichnis verwiesen werden. Im Jahr 1969 wurde ein Erotikfilm mit dem Titel Ein dreifach Hoch dem Sanitätsgefreiten Neumann gedreht, wobei in völliger Ignoranz des historischen Zusammenhanges Ort und Zeit der Handlung in die k.u.k.-Monarchie verlegt wurden.
Spätestens in den 1970er Jahren gerieten die Gefreiter-Neumann-Verse allmählich außer Gebrauch: Form und Inhalt verloren im Zuge der Auflösung der Wertvorstellungen der gesellschaftsprägenden bürgerlichen Schichten weitestgehend ihr gegen Prüderie löckendes provokantes Potenzial. Der Einzug von Fäkalsprache und sexuell konnotierter Inhalte in die allgemeine Umgangssprache wurde in weiten Kreisen zur Normalität.